# 振飛車
振飛車（日语：振り飛車、ふりびしゃ）是日本將棋戰法的兩大分支之一。在序盤時，將飛車振至左翼（第5筋以左）作戰，相反則為居飛車，將飛車配置於右翼。振飛車與居飛車對戰的形態稱為對抗型，振飛車與振飛車對戰的形態則稱為相振飛車，兩種型態使用的戰略截然不同，本條目所敘以對抗型為主。注意：袖飛車（飛車移到先手3筋、後手7筋）與右四間飛車（飛車移到先手4筋、後手6筋）不屬於振飛車，而是廣義的居飛車。

## 概說
按照飛車移動到的位置，可以將振飛車分為四大類。此外，還有歸類於奇襲戰法的端飛車（左一間飛車）。
| 中飛車示例 飛車位於左翼第5直行 （先後手皆為5筋） | 四間飛車示例 飛車位於左翼第4直行 （先手6筋、後手4筋） | 三間飛車示例 飛車位於左翼第3直行 （先手7筋、後手3筋） | 向飛車示例 飛車位於左翼第2直行 （先手8筋、後手2筋） |

傳統對抗型戰法普遍認為：飛交換與銀交換對振飛車方有利，角交換對振飛車方不利，因為振飛車陣中有比較多可以打入角行的空隙，居飛車方還可能利用飛車先突破振飛車方的左翼。為了防止移動飛車的當下被居飛車方角交換，振飛車方通常會關閉角道，直到判斷有必要交換角行時才重啟角道。但後來也出現了不關閉角道的角交換振飛車，用來對付不喜角交換的居飛車穴熊（穴熊圍密度很高，但相對也會在棋盤上產生巨大的空隙），並逐漸在正規戰法中取得一席之地。
| 居飛車 持駒 無四間飛車 持駒 角 角交換四間飛車示例 |

## 歷史

### 黎明期
振飛車的起源不明，但在目前最古老的棋譜上，初代大橋宗桂就以二枚銀向飛車對抗本因坊算砂。到了江戶時代中期以後，平手局使用振飛車普遍被認為不利，只被用在讓子局（例如香落局）防守較為薄弱的左翼。

### 昭和時代

#### 大山・升田時代
進入昭和時代以後，大野源一讓振飛車重返職業賽局，大野獨自研究，發現振飛車能在平手局通用。此後，大野的同門師弟升田幸三、大山康晴兩巨頭讓振飛車起死回生，振飛車再次作為職業戰法被世人所認識。特別是升田式石田流，讓角交換不再是振飛車黨的畏途。振飛車之所以受人矚目，是因為左翼飛角火力集中，右翼用短手數即可構築堅實的美濃圍，角道可以瞄準居飛車方的左翼，自玉則能遠離居飛車方的飛車，以上都是相居飛車戰局不存在的特點。由於對的重視，以及比居飛車更簡潔的定跡，棋界的「振飛車黨」逐漸成為潮流。

#### 居飛車穴熊與左美濃
由於矢倉側面較弱，不適用於對抗型棋局。居飛車黨棋士田中寅彦與南芳一研究振飛車後，開發出能比美濃更硬的圍玉，也就是左美濃與居飛車穴熊。此後，振飛車黨無法靠圍玉堅硬就盡情，勝率開始下降，振飛車黨的棋士一時沉潛不起，此後振飛車開始以攻略居飛車穴熊為目標開發新戰法。

### 平成時代

#### 藤井系統、問候中飛車
1998年，藤井猛以四間飛車為基礎，開發出針對左美濃與居飛車穴熊的藤井系統，藉此奪得龍王寶座，這個系統在居飛車穴熊組完前便搶先發動攻擊，顛覆過去振飛車先圍玉再反攻的邏輯，因此被稱為「振飛車革命」。
繼藤井系統之後，號稱「攻擊型中飛車」的問候中飛車出現，使中飛車大為流行，此戰法不關閉角道，如果居飛車方想組穴熊，就交換角行，然後把角行打入在穴熊組完後出現的空隙上，輕易升格為龍馬，然後搭配中飛車進擊。這個戰法往往讓居飛車方在戰局中處於被動局面。此後，對付居飛車穴熊的新石田流（改良自升田式石田流）、角交換四間飛車、直接向飛車等不關角道的積極振飛車備受注目，在職業棋士間成為流行。振飛車黨既有橫山泰明、戶邊誠等年輕棋士加入，又讓佐藤康光、深浦康市等居飛車黨棋士開始振飛車，振飛車勢力擴大，甚至連將棋界第一人羽生善治都開始在後手時下振飛車了。隨著振飛車的發展，除了對抗型，相振飛車的戰略與高手也相繼出現。

#### 2010年代後半～
由於振飛車必須付出一手移動飛車，振飛車黨棋士又逐漸轉向居飛車黨，例如広瀨章人、永瀨拓矢等人，純粹的振飛車黨逐漸減少，頭銜也多由居飛車黨占領。

## 對抗型戰法
在對抗型當中，振飛車方首重，反用對手攻擊以活用自己的棋子，使棋子被充分利用。譬如說：當盤上棋子變成持駒可以增加效率時，逼迫對方進行交換。這就是一種。棋子的使用效率多高，是判斷振飛車形勢的重要指標。此外，利用己方玉將堅固程度取勝也是振飛車的要素。

### 關閉角道型
- 中飛車
  - 非角交換中飛車：牛角銀中飛車、風車（日语：風車 (将棋)）、小英流中飛車、5筋步交換、原始中飛車、先手中飛車、5五龍（日语：5五の龍）、早繰銀（矢倉流中飛車）
  - 角交換中飛車：角交換中飛車、角交換牛角銀中飛車
- 四間飛車
  - 非角交換四間飛車：腰掛銀型（玉頭銀、鑽石美濃）、▲5六步（△5四步）型、▲5八金（△5二金）型、▲7八金（△3二金）型、▲6筋（△4筋）取位型
  - 角交換四間飛車：錆刀戰法（宗步四間飛車）、4五步（6五步）碰
- 三間飛車
  - 非角交換三間飛車：腰掛銀型（玉頭銀、鑽石美濃）、▲5六步（△5四步）型、△3筋（▲7筋）取位型、石田流本組、大野流三間飛車（▲5七銀（△5三銀）型）、真部流三間飛車（▲6筋（△4筋）取位）、中田功XP（日语：中田功XP）、下町流三間飛車、Kanaken系統、久保系統
  - 角交換三間飛車：初手三間飛車（日语：2手目△3二飛）、▲6七金（△4三金）型
- 向飛車
  - 非角交換向飛車：▲5八金（△5二金）型、小麥粉向飛車（日语：向かい飛車）
  - 角交換向飛車：7八金型向飛車

### 開啟角道型
- 中飛車：問候中飛車（力戰中飛車，兼具交換與非交換的變化）
  - 非角交換中飛車：原始中飛車、先手中飛車、5筋取位中飛車
  - 角交換中飛車：平目（日语：平目 (将棋)）
- 四間飛車
  - 非角交換四間飛車：藤井系統
  - 角交換四間飛車：角交換四間飛車（日语：角交換四間飛車）、來亨雞（日语：レグスペ）、立石流四間飛車（日语：立石流四間飛車）
- 三間飛車
  - 非角交換三間飛車：三間飛車藤井系統、戰斧飛彈戰法（日语：トマホーク (将棋)）
  - 角交換三間飛車：石田流（早石田、升田式石田流）、鬼殺、菅井流△3三金型三間飛車（阪田流三間飛車）、淘氣三間飛車（菅井流問候三間飛車）、初手三間飛車
- 向飛車
  - 角交換向飛車：二手損向飛車（先振到四間，利用角交換後振到向飛車位置）、直接向飛車（日语：ダイレクト向かい飛車）、阪田流向飛車（日语：阪田流向かい飛車）、升田流向飛車、大野流向飛車、第四手△3三角戰法、異筋角（日语：筋違い角）向飛車

## 對抗型圍玉
對抗型中，振飛車圍玉通常選擇堅固的美濃圍或更硬的穴熊圍。然而，近年來對抗型居飛車方常用左美濃、居飛車穴熊和千禧圍等圍玉，這些圍玉可能比美濃還要堅固，因此單純靠圍玉取勝的情況並不多。例如藤井系統對抗居飛車穴熊時可能乾脆居玉，直接發動急戰。
- 美濃圍系統：金美濃、高美濃、銀冠、銀美濃、片美濃、鑽石美濃、木村美濃
- 穴熊圍系統：振飛車穴熊、片穴熊
- 其他：壁圍（日语：壁囲い）、平目、風車

## 振飛車黨
振飛車黨（振り飛車党）是以使用振飛車為主的棋士。其中藤井猛、久保利明、鈴木大介三位特別合稱振飛車御三家。
- 大野源一（日语：大野源一） - 使振飛車起死回生的大功臣，別稱「振飛車名人」。特別擅長三間飛車，對大山康晴、久保利明影響非常大。
- 松田茂役（日语：松田茂役） - 擅長牛角銀中飛車後的力戰，別稱「蠻幹茂」（ムチャ茂）。和大野並列為現代振飛車的祖師爺。
- 升田幸三 - 大野源一的師弟，升田式石田流的創始者，擅長使用角行，發明了大量戰術，也很會使用向飛車。與大山康晴是一輩子的勁敵。
- 大山康晴 - 十五世名人。大野源一的師弟，原為正統派居飛車黨，常用矢倉與腰掛銀，後來轉向振飛車陣營，常用四間飛車美濃與牛角銀中飛車。由於金無雙，他極度討厭相振飛車，只要對手是振飛車，自己一定以居飛車對抗，因此完全沒有相振飛車的對局紀錄傳世。善於使用金將防守，從對手的觀點觀察棋局，擅長找尋對手破綻，追求最善手。他奠定四間飛車隆盛的基礎，並啟發藤井猛開發藤井系統。
- 大内延介（日语：大内延介） - 棋風號稱「怒濤流」，以振飛車穴熊與牛角銀中飛車著稱。使原本被視為邪道的穴熊昇華為專業戰法，因此別名「穴熊黨總裁」。
- 森安秀光（日语：森安秀光） - 終盤韌性極強，號稱「不倒翁流」（だるま流），強烈影響後進棋士。
- 小林健二（日语：小林健二） - 原為居飛車黨，常用矢倉。1989年左右轉為振飛車黨，擅長四間飛車與相振飛車左玉，著有《Super四間飛車》（スーパー四間飛車）。
- 伊藤果（日语：伊藤果） - 十二連勝紀錄者，發明中飛車的風車戰法，亦為詰將棋作家。
- 中田功（日语：中田功） - 大山康晴的門生，擅長三間飛車，發明三間飛車的中田功XP。棋風稱為，在頂尖職業棋士間有很高的評價。
- 杉本昌隆（日语：杉本昌隆） - 小林健二的師弟，擅長四間飛車與中飛車，以體力作持久戰。作有「相振革命」系列，勘定許多相振飛車定跡，為振飛車黨的中堅分子。藤井聰太為其門生。
- 藤井猛 - 振飛車御三家之一。發明藤井系統，引起振飛車革命。擅長四間飛車，在對抗型勝率極高。勇於挑戰很多定見，並創立許多新穎的戰法，被稱為「棋盤上的革命家」。對序盤研究縝密獨到，在棋界數一數二。棋風豪快，即使犧牲大駒也無所畏懼，號稱「咯吱咯吱流」（ガジガジ流，用力咀嚼的聲音）。
- 久保利明（日语：久保利明） - 振飛車御三家之一，別稱「振飛車黨總裁」。受大山康晴影響，原為傳統三間飛車派，現在傾向石田流與問候中飛車，能夠以久保系統克制棒金（石田流的剋星）。非常重視，有「棋盤上的藝術家」之稱。天敵是羽生善治。
- 鈴木大介（日语：鈴木大介） - 振飛車御三家之一。大内延介門生，棋風豪快卻纖細，擅長以四間飛車轉換三間飛車，並搭配石田流應用。相振飛車勝率很高，但在2010年後開始下居飛車。是少見使用伊藤流而非大橋流的棋士。
- 近藤正和（日语：近藤正和） - 發明問候中飛車，打破中飛車只能防守的印象，引起新一波思維革命，也擅長左玉。
- 窪田義行（日语：窪田義行） - 以強勢的力戰將棋著稱，耐久力很強，棋風清奇，號稱「窪田世界」。最擅長四間飛車，常以入玉獲勝。是少見使用伊藤流而非大橋流的棋士。
- 佐佐木慎（日语：佐々木慎） - 振飛車全能棋士，能操作多種振飛車，並以厚實的防禦與獨特的對弈理論著稱。被久保利明視為值得期待的振飛車黨後輩。
- 菅井龍也（日语：菅井竜也） - 以序盤研究知名，有諸多「菅井流」的新手法。擅長下快棋，常下四間飛車，也會下精緻的居飛車矢倉戰。
- 里見香奈 - 女流四冠，長期衛冕，擅長扭轉劣勢，人稱「出雲閃電」（出雲のイナズマ）。以力戰中飛車、問候中飛車等著稱。
- 香川愛生（日语：香川愛生） - 暱稱「番長」（街頭流氓的老大）。對手下振飛車時，常用相振飛車回應，但近來也開始以居飛車對抗振飛車。